# Haruhiko Kindaichi
Haruhiko Kindaichi (金田一 春彦, Kindaichi Haruhiko; 3 de abril de 1913 – Maio 19, de 2004) foi um lingüista Japonês e um estudioso da linguística do Japonês (conhecido como kokugogaku). Ele era bem conhecido como um editor de dicionários de Japonês e também pela suas investigações em dialetos do Japonês. Ele obteve o título de Doutor em Literatura na Universidade de Tóquio, no ano de 1962. Ele foi condecorado com a Ordem do Sol Nascente por seus esforços e recebeu o título de cidadão honorário do distrito metropolitano de Tóquio.

## Início da vida
Ele nasceu em 3 de abril de 1913, na casa de sua mãe em Morikawa-cho, Hongo, Tóquio (agora Hongo 6-chome, Bunkyō, Tóquio). É o único filho de Shizue (nascida Hayashi) e Kyōsuke Kindaichi, famoso linguista e especialista na língua Ainu. Quando seu filho nasceu, seu pai tinha perdido o seu emprego como revisor da Sanseido Encyclopaedia, portanto a sua família não estava em boa situação econômica. Seu pai, eventualmente, trabalhou como professor da Universidade Imperial de Tokyo.

## Família
Haruhiko casou e teve dois filhos: Masumi Kindaichi, um estudioso do russo e professor na Universidade de Keio, e Hideho Kindaichi, lingüista e professor da Kyorin Universidade.

## Trabalho
Haruhiko tornou-se conhecido para o grande público com a publicação de seu livro Nihongo (Língua Japonesa) em 1957, que se tornou um best-seller pela sua abordagem anedótica da natureza da linguagem. Junto com Susumu Ōno, ele se tornou um intelectual conhecido e honrado pelo público, que sempre pode ser chamado para ajudar nos debates relativos à linguagem no rádio e na televisão.

## Prêmios
- Medalhas de Honra (Japão) (1977)
- Ordem do Sol Nascente, 3ª classe (1986)
- Pessoa de Mérito Cultural (1997)
- Ordem do Tesouro Sagrado, 2ª classe (2004)